# Mauritia mauritiana
Mauritia mauritiana – gatunek porcelanki. Osiąga od 43 do 130 mm, „typowy” osobnik mierzy około 70–90 mm. Jeden z pospolitszych i bardziej charakterystycznych gatunków. Budowa muszli tego ślimaka jest specyficzna i ciężko pomylić go z innych gatunkiem. Mauritia mauritiana buduje spłaszczone, a wręcz wklęsłe od spodu, masywne muszle (gdy większość gatunków porcelanek ma wypukłe spody muszli) w kolorze ciemnobrązowym (przywołującym skojarzenie z kolorem czekolady → stąd nazwa). Wierzch muszli zdobią dodatkowo pięknie wyglądające plamki koloru bursztynu.
Mimo swej pospolitości, muszla porcelanki czekoladowej jest lubiana przez kolekcjonerów i stanowi cieszący oko akcent w każdej kolekcji konchiologicznej. Żywe ślimaki tego gatunku dość często spotyka się w akwariach oceanariów.

## Występowanie
Mauritia mauritiana występuje w wodach rejonu indopacyficznego.